# Marianne Ihlen
Marianne Ihlen, také Jensen (18. května 1935 Larkollen – 28. července 2016 Oslo), byla norská umělkyně a múza Leonarda Cohena.
Jejím prvním manželem byl spisovatel Axel Jensen. S ním v roce 1958 odjela na řecký ostrov Hydra. Zde se setkala s dalším spisovatelem (později hudebníkem) Leonardem Cohenem. Později se spolu sblížili a Marianne se stala jeho múzou. Cohen se jí inspiroval například v písních „So Long, Marianne“ a „Bird on the Wire“. V roce 1979 se jejím manželem stal Jan Stang. Zemřela na leukemii ve věku 81 let. Krátce před smrtí jí Cohen napsal dopis na rozloučenou.